# II Premis Turia
Els II Premis Turia foren concedits el juliol de 1993 per la revista valenciana Cartelera Turia amb la intenció de guardonar les persones i col·lectius que haguessen destacat l'any anterior en qualsevol de les categories i seccions que cobria la revista: cinema (pel·lícula espanyola i estrangera, actor i actriu), teatre, arts plàstiques, literatura, gastronomia, mitjans de comunicació, esports, música, literatura, etc. La llista de guanyadors era escollida per l'equip de redactors i col·laboradors de la revista.
El premi consistia en una estàtua que imitava la que sortia a la mítica pel·lícula El falcó maltès (1950) de John Huston.

## Guardons
Els guanyadors de la segona edició foren:
| Categoria                                     | Premiat                        | Labor premiada                   |
| --------------------------------------------- | ------------------------------ | -------------------------------- |
| Millor Pel·lícula Espanyola                   | Belle Époque                   | Fernando Trueba                  |
| Millor Pel·lícula Estrangera                  | Dà Hóng Dēnglóng Gāogāo Guà    | Zhang Yimou                      |
| Millor Opera Prima                            | El cielo sube                  | Marc Recha                       |
| Millor Actor                                  | Javier Bardem                  | Jamón, jamón                     |
| Millor Actriu                                 | Icíar Bollaín                  | Un paraguas para tres            |
| Millor muntatge teatral                       | Pepe Rubianes Rafael Calatayud |                                  |
| Millor artista plàstic                        | Joan Genovés i Candel          | --                               |
| Millor contribució gastronòmica               | Juan Mari Arzak                | -                                |
| Millor contribució esportiva                  | Dorna Godella Lubo Penev       |                                  |
| Millor contribució musical                    | Raimon                         | 30 anys d'Al vent                |
| Millor contribució als mitjans de comunicació | Redacció d'Esports de Canal 9  |                                  |
| Millor contribució literària                  | Manuel Vázquez Montalbán       | --                               |
| Premi Huevo de Colón                          | Joaquín Calomarde Gramage      | Programa "La cosa está que arde" |